# Polybotrya canaliculata
Polybotrya canaliculata är en träjonväxtart som beskrevs av Kl. Polybotrya canaliculata ingår i släktet Polybotrya och familjen Dryopteridaceae. Inga underarter finns listade.